# Rittergut Minsleben

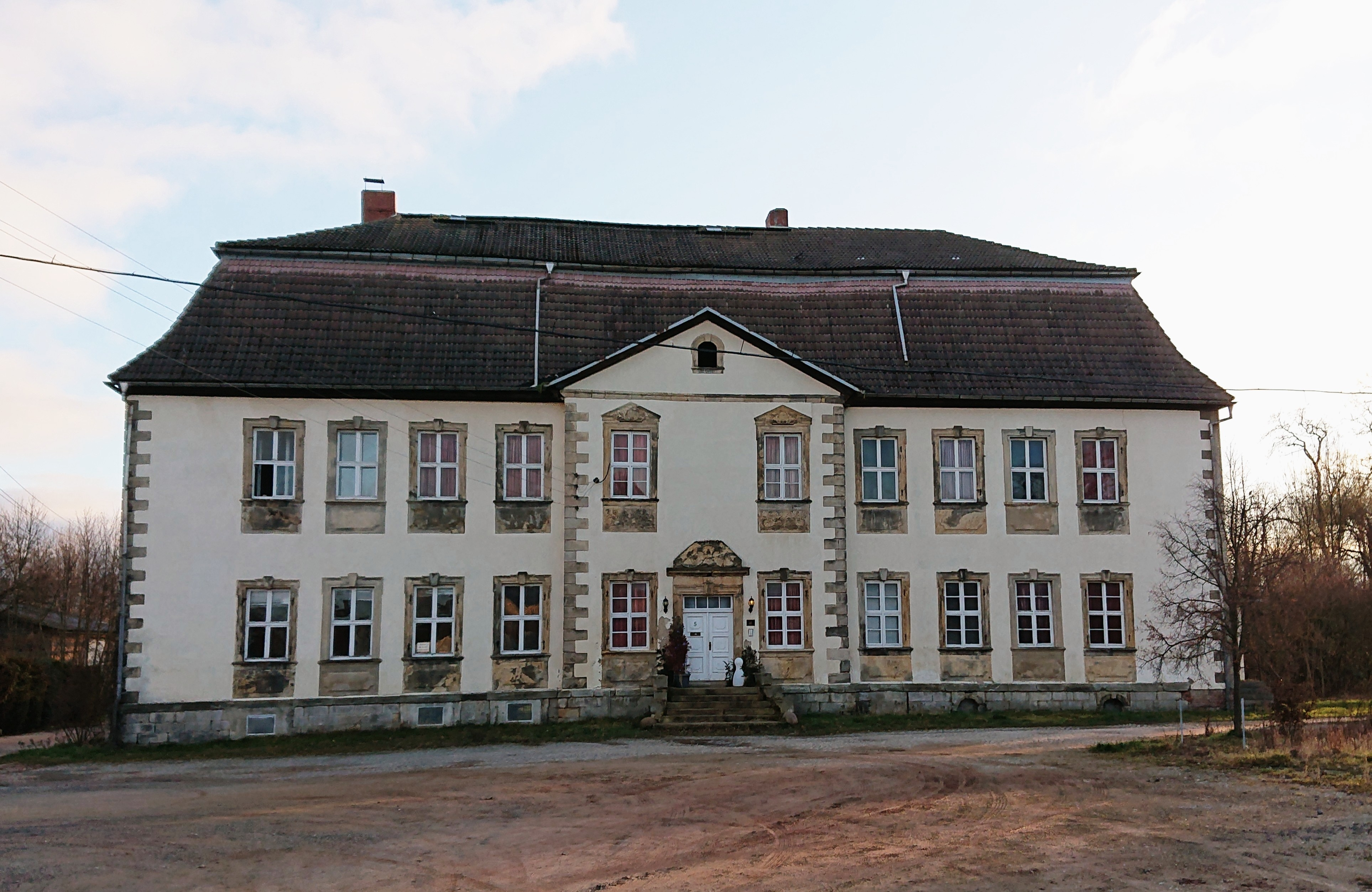
Gutshaus Minsleben (2020)

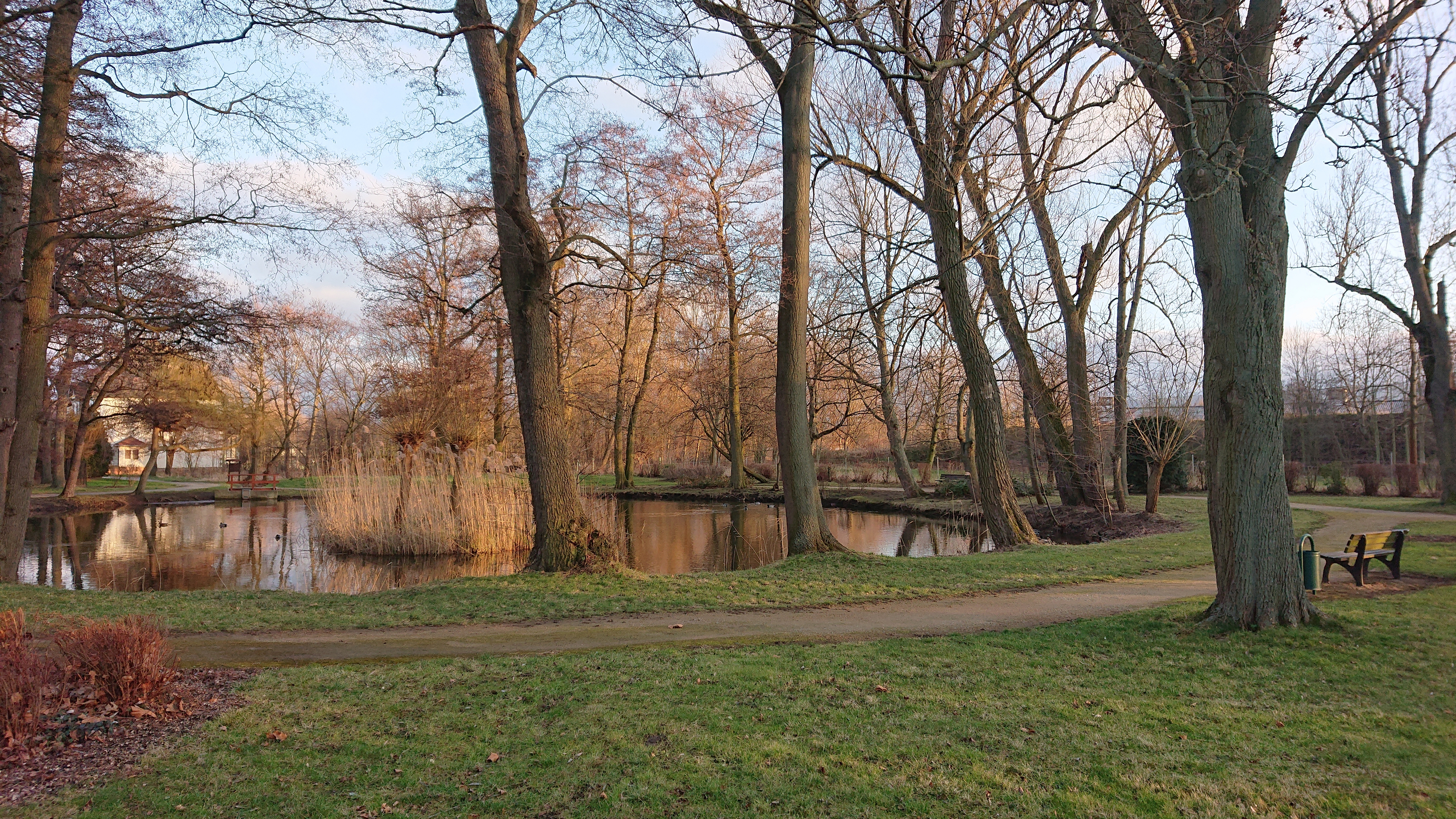
Im Gutspark Minsleben

Das Rittergut Minsleben, auch Herrenhaus Minsleben oder Schloss Minsleben genannt, ist ein früheres Rittergut im Ortsteil Minsleben der Stadt Wernigerode in Sachsen-Anhalt. Es steht als Baudenkmal unter Denkmalschutz.

## Geschichte
Das barocke schlossähnliche Hauptgebäude entstand 1724 an der Stelle eines mittelalterlichen Vorgängerbaues, der Sitz eines Adelsgeschlechtes war, das sich mindestens bis in das 13. Jahrhundert zurückverfolgen lässt und welches ausgestorben ist. Bauherr des Rittergutes war der Amtskammerrat Christian Franz Rudolphi, der seit 1720 das Amt Derenburg mit den Vorwerken Mahndorf und Böhnshausen gepachtet hatte.
Auf dem Rittergut Minsleben saßen zunächst mehrere adlige Familie, darunter die Reiffensteins. Später wurde er zeitweise als Domäne der Grafen zu Stolberg-Wernigerode genutzt. Heute dient es zu Wohnzwecken. Unmittelbar an das Gutshaus grenzt in westlicher Richtung der Gutspark im Stil eines englischen Landschaftsparkes an.

## Beschreibung und Lage
Das erhaltene Haupthaus des Rittergutes ist ein zweigeschossiges rechteckiges elfachsiges Bauwerk mit Mansardwalmdach und Eckrustizierung im Barockstil. Flache dreiachsige Mittelrisalite mit Dreiecksgiebeln befinden sich auf beiden Langseiten des Gebäudes.
Zum Rittergut gehört der westlich gelegene Landschaftspark nach englischem Vorbild mit einer Größe von 2,1 ha. Erhalten geblieben sind ein alter Baumbestand und zwei Teiche.
Das Rittergut befindet sich im Südteil der Ortschaft unter der Adresse Am Wasser. Nördlich des Rittergutes fließt der Barrenbach und südlich die Holtemme.